# Emotionale Störungen des Kindesalters
Emotionale Störungen des Kindesalters bezeichnen eine Gruppe von psychischen Störungen bei Kindern und Jugendlichen, bei denen Angst durch bestimmte, im Allgemeinen ungefährliche Objekte, die sich außerhalb der Person befinden, hervorgerufen wird.

## Beschreibung
Zu der Gruppe von Störungen, nach dem ICD-10, werden Störungen gezählt, die eine Verstärkung normaler Entwicklungen darstellen. Darin unterscheiden sie sich von den phobischen Störungen. Bei den Emotionalen Störungen steht die Angst vor einem bestimmten Objekt oder einer bestimmten Situation im Vordergrund, die im Allgemeinen ungefährlich ist.
Es ist beispielsweise häufig so, dass Kinder eine gewisse Angst bei der Trennung von den Eltern verspüren. Selten tritt diese Phase vor dem 6. Monat ein, ab dem 5. Lebensjahr ist dieses normale Phänomen kaum noch zu beobachten. Im Allgemeinen wird dies durch die sich entwickelnde Bindung des Kindes an die Eltern erklärt. Trennungsangst tritt häufig in Situationen auf, in denen eine Zuneigungsperson das Kind, zumeist in einer unbekannten Umgebung, kurz oder längerfristig zurückgelassen hat. Einen Störungswert erhält dieses normale Verhalten des Kindes erst, wenn „eine unübliche Ausprägung, eine abnorme Dauer über die typische Altersstufe hinaus und durch deutliche Probleme in sozialen Funktionen“ vorhanden ist. So kann beispielsweise der Besuch der Grundschule für ein an dieser Störung leidendes Kind gänzlich unmöglich werden. Auch muss dieses Verhalten bereits in der frühen Kindheit einsetzen. Erst dann kann, wie in diesem Beispiel von einer Emotionale Störung mit Trennungsangst des Kindesalters. wie sie unten aufgeführt ist, gesprochen werden.
Auch eine Phobische Störung des Kindesalters, wie sie unten aufgeführt ist, stellt eine Verstärkung von entwicklungstypischen Trends in der Kindheit dar. Es ist in der Entwicklung von Kindern typisch, dass sie vor bestimmten Dingen oder Situationen Angst haben. Bei einer Vielzahl von Kindern ist Angst vor Dunkelheit und Gewitter oder die Angst vor Gespenstern oder Hunden normal ausgeprägt und kann als typische Phase in der Entwicklung gesehen werden. Auch um diese spezielle Störung diagnostizieren zu können, muss eine besondere Ausprägung der Angst beim Kind vorhanden sein. Das Kind muss Situationen, in denen es den angstbesetzten Dingen ausgesetzt ist, deutlich vermeiden.
Bei der Störung mit sozialer Ängstlichkeit des Kindesalters findet sich eine durchgängige oder wiederkehrende altersunangemessene Furcht vor Fremden oder Meiden von diesen.
Diese Angst kann sowohl Erwachsene als auch Kinder betreffen. Erste Anzeichen einer entwicklungspsychologisch angemessenen Angst vor Fremden können im Alter von 6–8 Monaten beobachtet werden. Besonders stark ist sie mit 10–12 Monaten ausgeprägt. Ab dem 12. Monat nimmt diese Angst langsam wieder ab.
Bei der Emotionale Störung mit Geschwisterrivalität zeigt sich ein besonders stark ausgeprägtes Konkurrieren mit einem neugeborenen Geschwister, welches in besonders schweren Fällen zu offener Feindseligkeit und körperlicher Gewalt führen kann. Auch Angst, sozialer Rückzug sowie der Verlust der Blasen-Darmkontrolle kann eine Ausprägung dieser Störung sein.

## Klassifizierung im ICD-10
Im ICD-10, der Weltgesundheitsorganisation (WHO), in dem alle anerkannten Krankheiten aufgelistet und verschlüsselt sind, werden die Emotionalen Störungen des Kindesalters in folgende Untergruppen aufgeteilt.
- F93 Emotionale Störungen des Kindesalters
  - F93.0 Emotionale Störung mit Trennungsangst des Kindesalters
  - F93.1 Phobische Störung des Kindesalters
  - F93.2 Störung mit sozialer Ängstlichkeit des Kindesalters
  - F93.3 Emotionale Störung mit Geschwisterrivalität
  - F93.8 Sonstige emotionale Störungen des Kindesalters
  - F93.9 Emotionale Störung des Kindesalters, nicht näher bezeichnet[2]

Im DSM-IV werden die Emotionalen Störungen nicht gesondert aufgeführt. Dort werden sie zumeist in den Codierung für Angststörungen von Erwachsenen, Phobien etc. zusammengefasst und somit von ihrer Entwicklungskomponente getrennt. Hierbei würde eine Störung mit sozialer Ängstlichkeit des Kindesalters unter Soziale Phobie Code 300.23; eine Phobische Störung des Kindesalters unter der Generalisierte Angststörung unter Code 300.02 Im DSM-IV gefasst werden. Die Emotionale Störung mit Trennungsangst des Kindesalters kann im DSM-IV unter Störung mit Trennungsangst (309.21) codiert werden. Die Emotionale Störung mit Geschwisterrivalität kann unter V61.8 Problem zwischen Geschwistern codiert werden, obwohl diese Diagnosekategorie für allgemeine zwischenmenschliche Probleme gedacht ist, und hier auch Probleme betreffen kann die nicht mit der Geschwisterrivalität zusammenhängen.

## Diagnose
Leitsymptome
- Emotionale Störung mit Trennungsangst des Kindesalters
  - Unrealistische und anhaltende Besorgnis, der Bezugsperson könne etwas zustoßen oder der/die Betroffene könne durch unglückliche Ereignisse von der Bezugsperson getrennt werden
  - Andauernder Widerwille oder Weigerung, zur Schule/zum Kindergarten zu gehen, um bei der Bezugsperson oder zu Hause bleiben zu können
  - Anhaltende Abneigung oder Weigerung, ohne Beisein einer engen Bezugsperson oder weg von zu Hause schlafen zu gehen
  - Anhaltende, unangemessene Angst davor, allein oder ohne eine Hauptbezugsperson zu Hause zu sein
  - Wiederholte Albträume, die Trennung betreffend
  - Wiederholtes Auftreten somatischer Symptome (Übelkeit, Bauchschmerzen, Erbrechen oder Kopfschmerzen) vor oder während der Trennung
  - Extremes und wiederholtes Leiden in Erwartung, während oder unmittelbar nach der Trennung von einer Hauptbezugsperson (z. B. Unglücklichsein, Schreien, Wutausbrüche, Anklammern).[2]

- Phobische Störung des Kindesalters
  - Unangemessen ausgeprägte Angst vor bestimmten Objekten oder Situationen, die in bestimmten Entwicklungsphasen von der Mehrheit der Kinder als beängstigend erlebt werden, z. B. laute Geräusche, imaginäre Gestalten (Gespenster), Tiere (Hunde), Dunkelheit oder Gewitter
  - Typische vegetative Begleiterscheinungen sind Herzklopfen, Schwitzen, Zittern, Atembeschwerden sowie Beklemmungs- und Schwindelgefühle
  - Ausgeprägtes Vermeidungsverhalten gegenüber solchen Objekten oder Situationen
  - Erzwungene Konfrontation mit dem angstbesetzten Objekt bzw. der angstbesetzten Situation löst ausgeprägte Angst aus und wird typischerweise mit Weinen, Schreien, Fortlaufen oder Anklammern an Bezugspersonen beantwortet.[2]

- Störung mit sozialer Ängstlichkeit des Kindesalters
  - Anhaltende Ängstlichkeit in sozialen Situationen, in denen das Kind auf fremde Personen, auch Gleichaltrige trifft, mit vermeidendem Verhalten.
  - Befangenheit, Verlegenheit oder übertriebene Sorge über die Angemessenheit des Verhaltens Fremden gegenüber.
  - Deutliche Beeinträchtigung und Reduktion sozialer Beziehungen (einschließlich zu Gleichaltrigen), die infolgedessen vermindert sind; in neuen oder erzwungenen sozialen Situationen deutliches Leiden und Unglücklichsein mit Weinen, Schweigen oder Rückzug aus der Situation.

- Emotionale Störung mit Geschwisterrivalität
  - Konkurrieren mit dem jüngeren Geschwister um Zuneigung und Aufmerksamkeit der Eltern
  - Überwiegend negative Gefühle dem Geschwister gegenüber, die in schweren Fällen zu offener Feindseligkeit und körperlichen Aggressionen führen können
  - Deutlicher Mangel hinsichtlich positiver Beachtung des Geschwisters und freundlicher Interaktion
  - Hartnäckige Weigerung, zu teilen
  - Regression, oft mit dem Verlust psychophysiologischer Fertigkeiten wie z. B. Blasen- und Darmkontrolle
  - Versorgungswünsche wie z. B., wieder gefüttert zu werden
  - Einschlafstörungen
  - Zunahme von oppositionellem und konfrontierendem Verhalten den Eltern gegenüber
  - Wutausbrüche
  - Verstimmungszustände mit Angst, Unglücklichsein und sozialem Rückzug.[4]

Von diesen Diagnosen sind Emotionale Störungen, die mit stark aggressivem oder oppositionellem Verhalten verbunden sind, ausgeschlossen. Diese werden unter:
- F92 Kombinierte Störung des Sozialverhaltens und der Emotionen codiert.

Auch muss die Phobische Störung des Kindesalters von der Phobischen Störung unterschieden werden, die häufig bereits im Kindesalter auftreten kann. Bei der Phobischen Störung bezieht sich die Angst ebenfalls auf spezifische Situationen (bspw. Agoraphobie) oder bestimmte Dinge (bspw. Arachnophobie). Allerdings kann die Angst vor diesen Situationen oder Dingen nicht als altersunangemessene Angst oder Verstärkung einer normalen Entwicklungsphase gesehen werden, da Kinder i. d. R. keine spezifische Angst vor bspw. Spinnen entwickeln. Ebenso muss eine Generalisierte Angststörung ausgeschlossen werden.

### Komorbiditäten
Eine besonders hohe Komorbidität besteht zu anderen Angststörungen. Etwa die Hälfte aller Kinder mit einer Angststörung leiden an einer weiteren. Ein Drittel der Betroffenen sogar an zwei weiteren Angststörungen. Auch Depressive Störungen finden sich sehr häufig. Hierbei gehen Angststörungen oft der Depressiven Störung voraus. Hierdurch kann die Angstsymptomatik verstärkt werden.
Weitere häufige Komorbiditäten finden sich zu
- Hyperkinetische Störungen
- Störung des Sozialverhaltens
- Elektiver Mutismus (wird nach neueren Befunden auch als spezifische Unterform sozialer Phobie eingestuft)
- Depersonalisationssymptome
- Zwangssymptome
- Angstbedingte Verweigerung/Vermeidung des Schulbesuchs wurde früher als eigene Störung (Schulangst/Schulphobie) klassifiziert. Sie wird aktuell als Begleitproblematik anderer Angststörungen (bei Trennungsangst, bei sozialer Phobie, bei Agoraphobie etc.) zugeordnet.[3]

### Häufigkeit
Angststörungen treten sehr häufig im Laufe der Entwicklung auf. Etwa 10 % der Kinder und Jugendlichen erfüllen mindestens einmal die Kriterien einer Angststörung.
Die Häufigkeit von Trennungsängsten wird auf 1–4 Prozent geschätzt. Andere Autoren gehen von einer Prävalenz von 3,9 Prozent bei einer Störung mit Trennungsangst aus.

## Ursachen

### Psychoanalytische Theorie
Die Psychoanalyse nimmt an, dass Angst zu einer Reihe angeborener Affektdispositionen gehört. Eine pathologische Ausprägung der Angst entsteht durch die Qualität der Beziehung zwischen dem Kind und der Bezugsperson. Die Objektbeziehungstheorie geht von einer großen Bedeutung der frühkindlichen Beziehungen aus, deren Pathologisierung hauptsächlich durch die Nichtbeachtung der kindlichen Bedürfnisse in den unterschiedlichen Entwicklungsphasen entsteht. Häufig ist es so, dass Kinder mit erhöhter Angstbereitschaft auch ängstliche Bezugspersonen haben.
Die Theorie besagt, dass Angst häufig mit der Trennungsangst aus dem Kindesalter zusammenhängt. In der Kindheit konnte keine ausreichende Objektkonstanz ausgebildet werden. In den Angst- und Panikzuständen wird erneut nach einem sicherheitsspendenden Objekt gesucht.
Des Weiteren ist, nach A. Freud und ihrem Ansatz, der Ich-Psychologie noch die Über-Ich Angst zu unterscheiden. Diese könnte auch als Gewissensangst bezeichnet werden.
- Fremdenangst und Trennungsangst

Sigmund Freud ging noch von einem einfachen Modell der Entwicklung der Fremdenangst aus. Im Anblick eines Fremden, schlussfolgert das Kleinkind, dass die Mutter nicht anwesend ist und das Kind verlassen hat. Dies erlebt es so bedrohlich, da es so seinen plagenden Trieben ausgeliefert ist. Somit ist die Fremdenangst vergleichbar der Trennungsangst. Dieser Sachverhalt wurde aber durch den Psychoanalytiker Szekely widerlegt.
Nach Freud sind viele Theorien speziell über die Trennungsangst entstanden, die sich häufig auch widersprechen. Robert N. Emde, ein psychoanalytischer Säuglingsforscher ist der Ansicht, dass die Fremdenangst eine erhebliche Reifungskomponente besitzt, da sie in vielen Kulturen etwa zur gleichen Zeit auftritt.
John Bowlby sowie andere Forscher sehen die Fremdenangst als bedingungsabhängig. Der Fremde-Situations-Test von Mary Ainsworth untersucht die Reaktionen eines Kindes auf Fremde. So ist entscheidend, in welcher Situation und auf welche Weise sich ein Fremder dem Kind nähert, bzw. er es dem Kind überlässt, wie es sich nähert.  Auch konnte ein unterschiedlicher Verlauf, in der Fremden- als auch der Trennungsangst, die unterschiedliche Höhepunkte haben, festgestellt werden. Auch ist nicht geklärt, ob Fremdenangst Bestandteil der normalen Entwicklung ist. Somit ist die ursprüngliche Ansicht, dass Trennungs- und Fremdenangst Ausprägungen des gleichen Entwicklungsphänomens sind, nicht richtig.
Als weiterer, besser erforschter Faktor, ist das sog. Soziales Referenzieren bestimmt worden. Danach beginnt ein Kind mit etwa neun Monaten damit, in Situationen mit unsicheren, zwiespältigen und widersprüchlichen Gefühlen, (wie etwa der Eintritt eines Fremden) sich an den Affekten der Mutter zu orientieren, um so mehr Informationen zur Entscheidung über den Charakter der Situation zu erlangen. Somit bekommt die emotionale Reaktion der Mutter eine herausragende Bedeutung für die Reaktion des Kindes in solchen Situationen. Unter optimalen Bedingungen reagiert ein acht Monate alter Säugling auf Fremde mit einer Mischung aus Neugier und Vorsicht, nicht mit Angst. Die Fremdenangst ist auch vom Kontext abhängig (fremde Umgebung, Abwesenheit der Mutter). Auch Erwachsene reagieren auf Fremde ähnlich. Somit ist die Angst eher eine Funktion der Situation.
Die Trennungsangst ist ab dem achten bis neunten Monat zu beobachten. Unbehagen bei Trennung von der Mutter tritt allerdings schon ab den ersten Tagen auf. Fast immer ist es auch möglich, dass ein Fremder in den ersten sechs Monaten das Kind beruhigt. Danach ist dies beinahe unmöglich. Dies könnte mit der Entwicklung der Objektkonstanz nach J. Piaget zusammenhängen. Erst wenn das Kind eine genaue Vorstellung von der Mutter bekommen hat, und sich eine bleibende Vorstellung von der Mutter, auch wenn das Kind die Mutter nicht sehen kann, etabliert hat, könnte die Anwesenheit eines Fremden, der nicht dem gerade gebildeten Schema der Mutter entspricht, Angst auslösen.
Neben den sozialisatorischen werden heute auch genetische Ursachen als Grundlage zur Entwicklung einer Angsterkrankung gesehen. Einen größeren und letztlich entscheidenden Einfluss kommt allerdings, nach der psychoanalytischen Theorie, den Eltern und der Umgebung des Kinds zu. Als genetische Einflüsse kommt, aus Sicht der Psychoanalyse, vor allem eine erhöhte Erregbarkeit sowie die mangelnde Fähigkeit die Erregung zu kontrollieren und regulieren zu lassen in Frage.
Inwiefern ein Kind bei der Trennung von der Mutter in einer fremden Situation reagiert, ist auch von der Bindungsqualität abhängig. Dieses wurde von J. Bowlby und M. Ainsworth in der Bindungstheorie untersucht und ausgewertet. Demnach entwickeln Kinder unterschiedliche Bindungsstile, welche sich in einem spezifischen Test nachweisen lassen. Die Ergebnisse lassen auf diese unterschiedlichen Bindungsstile schließen, welche auch auf die Qualität der Angst schließen lässt, die ein Kind bei der plötzlichen Abwesenheit der Mutter erlebt. Die meisten Kinder in dem von Bowlby und Ainsworth vorgeschlagenen Test empfinden offensichtlich Angst.
In der Objektbeziehungstheorie schließlich wird die Trennungs- und Fremdenangst als Projektion von negativen Objektrepräsentanzen gesehen. Die Abwesenheit der Mutter wird vom Kind als beängstigend empfunden. Negative Empfindungen und Phantasien werden auf den Fremden projiziert, der dann als furchteinflößend erlebt wird. M. Klein, eine frühe Objektbeziehungstheoretikerin war der Ansicht, dass durch die ersten Objektbeziehungen ein angeborener Todestrieb, welcher die Angst auslöst, sich selbst zu zerstören, durch die ersten Objektbeziehungen überwunden wird. Bei Abwesenheit des sicherheitsspendenden Objektes tritt diese Angst erneut auf. Donald Winnicott betonte daraufhin die Bedeutung von Übergangsobjekten (Stofftier, „Schnuffeltuch“ oder Kuscheldecke), für den Erwerb der entwicklungspsychologisch wichtigen Autonomie. Durch die Klammerung an Übergangsobjekte kann der – vorübergehende – Verlust der Bezugsperson besser ertragen werden.
- Phobien

Spezifische Phobien gelten innerhalb der psychoanalytischen Theorie immer als Verschiebung von Angst auf einen Gegenstand oder eine Situation. Die Verschiebung gehört innerhalb der psychoanalytischen Theorie zu den Abwehrmechanismen. Eine Angst vor einer bestimmten Vorstellung wird verdrängt und tritt dann in veränderter Form, also beispielsweise als Angst vor Spinnen oder eben bspw. Dunkelheit und Gewitter, wie es sich im Falle einer Phobischen Störung im Kindesalter verhält, auf.
Die Verdrängten Ängste und Konflikte können ganz unterschiedlicher Art sein. Auch Trennung, Eifersucht und dergleichen können hier Angstauslösend wirken. Wichtig hierbei ist, dass die Verschiebung der Angst vor einer bestimmten Vorstellung beim Kind auf eine äußere Situation oder ein Objekt, zwei wichtige Funktionen hat. Ein äußeres Objekt, oder eine Situation kann aktiv gemieden werden, im Gegensatz zu einer (ängstigenden) Vorstellung die zwangsweise auftreten kann; zweitens kann dadurch eine Beziehung konfliktfrei gehalten werden, da die Angst ja auf ein anderes Objekt oder eine andere Situation verschoben wurde. Ein einfaches Beispiel wäre hier, dass ein Kind nicht Angst vor Trennung mit der Mutter, sondern vor dem Alleinsein im Dunkel bekommt. Mit Angst wird eine andere Angst abgewehrt.
Welche Art von Phobie so entsteht, ist abhängig von dem Entwicklungsstand des Kindes. Kleinere Kinder werden eher eine Angst vor Gewittern entwickeln als vor Spinnen, wie dies bei reiferen Störungen der Fall ist. Auf welches äußere Objekt nun die Angst verschoben wird, könnte auch mit den Symbolisierungsvorgängen zusammenhängen. Dabei würde die Angst vor einem Objekt entstehen, was symbolisch die reale, aber verdrängte Angst darstellt. Auch einfache Konditionierungen könnten eine Rolle spielen.

### Lerntheorien und kognitive Betrachtungsweise

#### Lerntheorien
Nach den Lerntheorien können Ängste durch klassische Konditionierung erworben und durch operante Konditionierung aufrechterhalten werden. Dabei wird ein ursprünglich neutraler Reiz (z. B. ein Hund) mit einem Reiz gepaart, der bereits Angst auslöst (z. B. plötzlicher Lärm o. Ä.). Durch das räumlich-zeitliche Zusammentreffen (Kontiguität) der beiden Reize kann es zu einer Konditionierung kommen, der ursprünglich neutrale Reiz löst nun auch die Angst aus. John B. Watson demonstrierte diesen Prozess in einem klassischen Experiment (s. Little-Albert-Experiment). Ein Kleinkind (der „kleine Albert“) wurde in Gegenwart einer Ratte (Neutraler Reiz) durch ein lautes Geräusch (Unkonditionierter Reiz) erschreckt (Unkonditionierte Reaktion). Nachdem dieser Vorgang einige Male wiederholt worden war, zeigte das Kind (das zu Beginn des Experiments ohne Angst mit der Ratte gespielt hatte) nun auch beim Anblick der Ratte alleine (nun: Konditionierter Reiz) die Angstreaktion (nun: Konditionierte Reaktion). Durch die Konditionierung wird der neutrale Reiz zum Prädiktor der unangenehmen Konsequenz.
Aufgrund der Konditionierung löst der eigentlich neutrale und (zumeist) ungefährliche Reiz Angst aus. Die Person vermeidet es daher, mit dem angstauslösenden Gegenstand oder der angstauslösenden Situation konfrontiert zu werden. Dadurch wird die Angst, die durch den Reiz ausgelöst würde, verhindert. Das Vermeidungsverhalten wird somit durch negative Verstärkung aufrechterhalten (operante Konditionierung).
Hinzu kommt, dass Angst auch in der sozialen Interaktion entstehen kann. Beim Modelllernen wird die Angst durch Vorbilder gelernt, d. h. auch die angstvolle Reaktion der Mutter (z. B. vor Hunden) kann beim Kind zur Entstehung von Angst beitragen.
Einige Forscher gehen davon aus, dass die Angst vor bestimmten Situationen und/oder vor bestimmten Gegenständen nicht durch Konditionierungserfahrungen erlernt werden, sondern angeboren sind (beispielsweise die Angst vor Höhe). Durch ungenügende Konfrontation der angstauslösenden Situation wird somit verhindert, dass das Individuum lernt, dass die Situationen oder Gegenstände nicht gefährlich sind. Somit bleibt die Angst ebenfalls bestehen.

#### Kognitionen
A. T. Beck geht davon aus, dass emotionale Störungen durch die sog. kognitive Triade entstehen. Hierbei nimmt er drei Auslöser an. Ein negatives Selbstbild, eine negative Interpretation von gemachten Erfahrungen und ein nihilistischer Blick in die Zukunft. Die Ursache von derartigen Denkmustern sieht Beck in der Kindheit und Jugend, in denen derartige negative Verarbeitungsmuster zustande kommen. Diese Schemata führen zu kognitiven Denkfehlern:
- Ereignisse der Umwelt werden extrem auf die eigene Person bezogen (Personalisieren).
- Es wird in Extremen gedacht. Differenzierungsmöglichkeiten existieren nicht. (Polarisiertes Denken)
- Einzelne Aspekte eines Ereignisses werden selektiert und überbewertet (Selektive)
- Erlebnisse werden unbegründet zu allgemeinen Aussagen generalisiert (Übergeneralisierung).
- Geringfügigen Veränderungen oder Ereignissen wird eine unangemessene Bedeutung zugewiesen (Übertreibung).

## Behandlung

### Verlaufsformen
Insgesamt scheinen Jungen im Kindergartenalter seltener von Angststörungen betroffen zu sein als Mädchen. (>Prägung geschlechtsspez. Denk-, Verhaltens- und Kommunikationsreflexe, später bspw. durch sanktionierte aktive und passive Umgebungsauswahl vertieft). Die Remissionsrate von Angststörungen ist höher als bei anderen Störungen. Häufig beginnen Angststörungen bereits in der Kindheit – dies gilt insbesondere für Phobien mit oft sehr frühem Beginn – und können sich bis ins Erwachsenenalter hinein chronifizieren. Hierbei können sich die verschiedenen Störungen, je nach Ausprägung, sehr negativ auf die Entwicklung auswirken. Beispielsweise kann durch eine Störung mit sozialer Ängstlichkeit des Kindesalters eine normale Entwicklung altersangemessenem Verhaltens behindert werden. Auch können sich schwere komorbide Störungen im Verlauf der Krankheit ergeben. Über den genauen Verlauf, insbesondere früher Störungen, ist wenig bekannt.

### Intervention
Die Behandlung kann ganz verschiedene Interventionen beinhalten. In den meisten Fällen ist eine ambulante Behandlung erfolgversprechend. Eine Behandlung sollte meist Multimodial erfolgen. Hierbei können mehrere Behandlungsschritte in Kombination auch häufig in unterschiedlicher Reihenfolge erfolgen:
- Informationsvermittlung über Angststörungen für Eltern und Kinder (Psychoedukation)
- Rücksprache/Beratung mit Schule und Hausarzt
- Verhaltensorientierte Interventionen
- Psychodynamische Psychotherapie
- Körperpsychotherapie, respektive körperorientierte Traumatherapie, (Psychotraumatologie)
- Einbeziehung der Familie/Familientherapie und
- Pharmakotherapie.

Heute wird es allgemein als wichtig angesehen, die Eltern als auch das Kind oder den Jugendlichen über die Krankheit aufzuklären. Hierdurch werden Vorurteile über die entsprechende Krankheit vermieden, und die Möglichkeiten für eine erfolgreiche Behandlung geschaffen.
Je nach Schwere der Beeinträchtigung ist auch eine psychotherapeutische Intervention notwendig. Hierbei können verschiedene Verfahren zum Einsatz kommen. Sowohl Verhaltenstherapie als auch psychodynamische Verfahren können hier, im Rahmen einer umfassenden Behandlung, auch nacheinander zum Einsatz kommen.
Im Rahmen familiärer Interventionen, können sowohl Familientherapeutische Intervention als auch Familienberatung helfen, die Angstsymptomatik des Kindes zu reduzieren. Interventionen in der Familie sind insbesondere dann nützlich, wenn Eltern selber Ängste aufweisen. Auch ist es wichtig, das Eltern einen angemessenen Umgang mit dem Vermeidungsverhalten ihres Kindes erlernen.
Bei Missbrauch in der präverbalen Phase wird auf der nonverbalen Ebene, insbesondere mit den Methoden der Familientherapie oder der Körperpsychotherapie (Arbeit mit Grenzen) ein Zugang möglich.
Quelle: Somatische Psychotherapie mit Kindern. In: Gustl Marlock, Halko Weiss: Handbuch der Körperpsychotherapie. Schattauer, 2006, S. 796.

### Stationäre Behandlung
Eine stationäre beziehungsweise teilstationäre Behandlung ist in der Regel nicht nötig. Nur in besonders schweren Fällen reicht eine ambulante Behandlung nicht aus.